# José Maria de Almeida
José Maria de Almeida, dit Zé Maria de Almeida, est un syndicaliste et homme politique brésilien né le 2 octobre 1957 à Santa Albertina dans l'État de São Paulo.
Ouvrier dans la métallurgie, il a dirigé le Parti socialiste des travailleurs unifié, de sensibilité trotskiste, et en a été le candidat aux élections présidentielles brésiliennes en 1998, 2002, 2010 et 2014, ne dépassant jamais 0,5 % des suffrages exprimés lors de ces quatre scrutins.